# Простые числа, отличающиеся на шесть
Простые числа, отличающиеся на шесть — пара простых чисел вида {\displaystyle p,p+6}. Все простые числа больше трёх разбиваются на два класса, в зависимости от остатка от деления на 6, который может быть равен 1 или 5. При этом разность между любыми двумя простыми числами из одного класса всегда кратна 6.
Примеры пар таких чисел:
(5, 11), (7, 13), (11, 17), (13, 19), (17, 23), (23, 29), (31, 37), (37, 43), (41, 47), (47, 53), (53, 59), (61, 67), (67, 73), (73, 79), (83, 89), (97, 103), (101, 107), (103, 109), (107, 113), (131, 137), (151, 157), (157, 163), (167, 173), (173, 179), (191, 197), (193, 199), (223, 229), (227, 233), (233, 239), (251, 257), (257, 263), (263, 269), (271, 277), (277, 283), (307, 313), (311, 317), (331, 337), (347, 353), (353, 359), (367, 373), (373, 379), (383, 389), (433, 439), (443, 449), (457, 463), (461, 467), …
В английском языке для таких пар чисел применяется термин sexy primes (от латинского названия числа шесть — sex), что добавляет термину забавную двусмысленность ввиду возможного трактования англ. sexy primes как «сексуальные (возбуждающие, привлекательные) простые числа».

## Количество
Не доказано, что количество пар простых чисел, отличающихся на шесть, бесконечно. По состоянию на 2009 год самая большая известная пара таких чисел состоит из 11 593 десятичных цифр. Меньшее число этой пары равно:
(117924851·587502·9001# ·(587502·9001# + 1) + 210)·(587502·9001# − 1)/35 + 5,
где 9001# = 2·3·5·…·9001 — праймориал числа 9001.  
Бывают также тройки и четвёрки подобных простых чисел. Существует единственная подобная пятёрка (5, 11, 17, 23, 29), так как среди любых других пяти последовательных чисел, отличающихся на 6, содержится число, делящееся на 5.

## Последовательные простые числа, отличающиеся на шесть
Здесь присутствует дополнительное условие: между двумя последовательными простыми числами, отличающимися на 6, нет других простых чисел. Примеры пар таких чисел: (23, 29), (31, 37), (47, 53), (53, 59), (61, 67), (73,79), (83, 89), (131, 137) …
Также существуют тройки таких чисел: (47, 53, 59), (151, 157, 163), (167, 173, 179), (251, 257, 263), (257, 263, 269), (367, 373, 379), (557, 563, 569) …
А также четвёрки: (251, 257, 263, 269), (1741, 1747, 1753, 1759), (3301, 3307, 3313, 3319), (5101, 5107, 5113, 5119), (5381, 5387, 5393, 5399) …

## Схожие понятия
Простые числа {\displaystyle p}, {\displaystyle p+2} — простые близнецы. Существует только одна тройка простых чисел вида {\displaystyle p}, {\displaystyle p+2} и {\displaystyle p+4} — это (3, 5, 7), так как в любой такой тройке одно из чисел делится на 3.